# التدخل الروسي في انتخابات الولايات المتحدة 2016
أشار مجتمع الاستخبارات في الولايات المتحدة بثقة عالية إلى أن الحكومة الروسية قد تدخلت وأثرت بنتائج الانتخابات الرئاسية الأمريكية عام 2016. وذكر تقييم أجراه مكتب مدير الاستخبارات الوطنية في كانون الثاني / يناير 2017 أن القيادة الروسية كانت تفضل المرشح الرئاسي دونالد ترامب على نظيرته هيلاري كلينتون، وأن الرئيس الروسي فلاديمير بوتين قد أمر شخصياً «بحملة تأثير» لإلحاق الضرر بفرص كلينتون الانتخابية و«إضعاف» الرأي العام في العملية الديمقراطية الأميركية.
في 7 أكتوبر / تشرين الأول 2016، ذكرت وزارة الدفاع الوطني ووزارة الأمن الداخلي أن وكالة مجتمع الاستخبارات الأمريكية كانت متأكدة تماماً من أن الحكومة الروسية قد أدارت عمليات قرصنة للرسائل الإلكترونية بقصد التدخل في سير الانتخابات الأمريكية. ووفقا لتقرير أوندي ODNI في 6 يناير 2017، فإن المخابرات العسكرية الروسية (GRU) قد اخترقت خوادم اللجنة الوطنية الديمقراطية (DNC) وحساب البريد الإلكتروني الشخصي لمدير حملة كلينتون جون بوديستا وإحالة محتوياتها إلى ويكيليكس.
على الرغم من أن المسؤولين الروس كانوا قد نفوا تورطهم في أي اختراقات أو تسريبات للـ DNC، إلا أن هناك أدلة شرعية قوية تفيد بأن عملية اختراق DNC مرتبطة بعمليات روسية معروفة. في يناير 2017، شهد مدير المخابرات الوطنية جيمس كلابر أن روسيا تدخلت أيضا في الانتخابات من خلال نشر الأخبار المزيفة التي تم الترويج لها على وسائل التواصل الاجتماعي.
في إطار التحقيق في التدخل الروسي بالانتخابات الرئاسية الأمريكية، قابل المستشار الخاص المكلف بإدارة التحقيق، روبرت مولر شخصًا واحدًا على الأقل من من شركة فيسبوك، كان له صلة بحملة ترامب الانتخابية.
من يونيو 2016 وحتى مارس 2019، أجرى كل من مكتب التحقيقات الفيدرالي FBI والمستشار الخاص تحقيقات عديدة أسفرت عن توجيه اتهامات لستة وعشرين مواطنًا روسيًا وثلاث منظمات روسية. كما قام المستشار الخاص بالتحقيق في العلاقات بين روسيا وشركاء ترامب، وأشارت أصابع الاتهام إلى كل من ريك جيتس وروجر ستون، وأدين كل من بول مانافورت، مايكل فلين، جورج بابادوبولوس، أليكس فان دير زوان، وكر صامويل باتن ومايكل كوهين بالتآمر. وصف ترامب هذا التحقيق بأنه «خدعة» مدعياً أنه كان ذريعة للديمقراطيين لأنهم خسروا الانتخابات، وقام بإقالة مدير مكتب التحقيقات الفيدرالي جيمس كومي بسبب هذه القضية.
بعد وقت قصير من انتهاء التحقيق، أعلن المدعي العام وليام بار أن تحقيق مولر لم يجد أن ترامب أو موظفي حملته قد تآمروا أو نسقوا مع روسيا.
في 18.04.2019 تم نشر تقرير التحقيقات الذي أجراه مولر للعامة، بحيث يمكن لأي شخص تحميله وقرائته.

## الخلفية والممثلون الروس

### التدخل الروسي السابق في الانتخابات في أوكرانيا
تعطلت الانتخابات الرئاسية الأوكرانية في مايو 2014 بسبب الهجمات الإلكترونية على مدار عدة أيام، بما في ذلك نشر رسائل البريد الإلكتروني المخترَقة ومحاولة تغيير فرز الأصوات وهجمات الحرمان من الخدمة لتأجيل النتيجة النهائية. وُجد أن هذه الهجمات أطلقت من قبل قراصنة مناصرين لروسيا. قبل أقل من ساعة على إغلاق صناديق الاقتراع حُذفت من لجنة الانتخابات المركزية الأوكرانية إحدى البرمجيات الخبيثة التي كانت ستعرض رسمًا بيانيًا يعلن أن مرشح اليمين المتطرف دميترو ياروش هو الفائز الانتخابي. على الرغم من ذلك، أفادت القناة الروسية الأولى كذبًا أن السيد ياروش قد فاز، واختلقت صورة وهمية من موقع لجنة الانتخابات. قال عالم السياسة بيتر أوردشوك في عام 2017، «كانت هذه النتائج المزيفة موجهة لجمهور محدد من أجل تغذية السردية الروسية التي ادعت منذ البداية أن القوميين المتطرفين والنازيين كانوا وراء الثورة في أوكرانيا». اكتشف لاحقًا وجود ذات البرنامج الخبيث سوفاسي المستخدم في لجنة الانتخابات المركزية على مخدمات اللجنة الوطنية الديمقراطية (دي إن سي). تقريبًا في نفس الوقت الذي حاولت فيه روسيا اختراق انتخابات 2014، تلقت إدارة أوباما تقريرًا يشير إلى أن الكرملين كان يصمم برنامج معلومات مضللة يمكن استخدامه للتدخل في السياسة الغربية.

## فلاديمير بوتين
في ديسمبر من عام 2016، قال اثنان من كبار مسؤولي المخابرات للعديد من وسائل الإعلام الإخبارية الأمريكية إنهم واثقون جدًا من أن عملية التدخل في الانتخابات الرئاسية لعام 2016 كانت بتوجيهات شخصية من فلاديمير بوتين. بتوجيه من بوتين، تطورت أهداف العملية من تقويض ثقة الأمريكيين في ديمقراطيتهم أولًا إلى تقويض حملة كلينتون الانتخابية، وبحلول خريف عام 2016 إلى المساعدة المباشرة لحملة ترامب لأن بوتين كان يعتقد أن ترامب سيخفف العقوبات الاقتصادية.
يرى المسؤولون أن بوتين بات متورطًا بشكل شخصي بعد وصول روسيا إلى حواسيب اللجنة الوطنية الديمقراطية، لأن عملية مثل هذه تتطلب موافقة حكومية رفيعة المستوى. وافق سكرتير صحافة البيت الأبيض جوش إيرنست ومستشار السياسة الخارجية وكاتب خطابات أوباما بن رودس على هذا التقييم، إذ قال رودس إن عملياتٍ بهذا الحجم تتطلب موافقة بوتين.
في يناير من عام 2017، قدّم مكتب مدير المخابرات الوطنية تقريرًأ رفعت عنه السرية (يمثل عمل مكتب التحقيقات الفيدرالي ووكالة المخابرات المركزية ووكالة الأمن القومي) توصل إلى استنتاج مماثل:
أمر الرئيس فلاديمير بوتين في عام 2016 بشن حملة تأثير تستهدف الانتخابات الرئاسية في الولايات المتحدة. كانت أهداف روسيا تقويض ثقة الجمهور في العملية الديمقراطية الأمريكية وتشويه سمعة الوزيرة كلينتون وإلحاق الضرر بقابليتها لأن تُنتخب وبرئاستها المحتملة. ونرى أيضًا أن بوتين والحكومة الروسية كانا يفضلان بشكل واضح الرئيس المنتخب ترامب. لدينا ثقة عالية في هذه الأحكام.
وفقًا للتقرير، ألقى بوتين باللوم على كلينتون في الاحتجاجات الجماهيرية عام 2011-2012 في روسيا ضد حكمه، (كانت كلينتون آنذاك وزيرة خارجية الولايات المتحدة). وشهد مدير مكتب التحقيقات الفيدرالي جيمس كومي أن بوتين يكره كلينتون ويفضل خصمها، واتهمت كلينتون نفسها بوتين بأنه كان يكن حقدًا عليها. قال مايكل ماكفول، الذي كان سفير الولايات المتحدة لدى روسيا، إن العملية قد تكون انتقامًا من بوتين ضد كلينتون. وذكر الخبير الأمني الروسي أندريه سولداتوف «يعتقد ]الكرملين[ أنه مع وجود كلينتون في البيت الأبيض سيكون رفع العقوبات عن روسيا أشبه بالمستحيل. لذلك إن هذه مسألة هامة جدًا لبوتين شخصيًا. إنها مسألة أمن قومي».
نفى المسؤولون الروس هذه المزاعم عدة مرات. في يونيو من عام 2016، نفى المتحدث باسم الكرملين ديميتري بيسكوف أية صلة لروسيا بالهجمات الإلكترونية للجنة الوطنية الديمقراطية. في ديسمبر من عام 2016، حين اتهم مسؤولو المخابرات الأمريكية بوتين علنًا بالمشاركة المباشرة في العملية السرية، قال وزير الخارجية الروسي سيرغي لافروف أنه أصيب «بالذهول» من هذا «الهراء». ونفى بوتين أيضُا أي ضلوع للكرملين في الحملة الانتخابية، على الرغم من أنه أخبر الصحفيين في يونيو من عام 2017 أن القراصنة الروس «ذوي التفكير الوطني» قد يكونون مسؤولين عن حملة الهجمات الإلكترونية ضد الولايات المتحدة، وفي عام 2018 صرح أنه كان يريد فوز ترامب في الانتخابات «لأنه تحدث عن إعادة العلاقات الأمريكية الروسية إلى طبيعتها».

## فريق مكافحة التضليل الأمريكي
خططت وزارة الخارجية الأمريكية لاستخدام وحدة شُكلت بهدف مكافحة المعلومات المضللة من الحكومة الروسية، غير أن تلك الوحدة حُلّت في سبتمبر من عام 2015 بعد أن غاب رؤساء الأقسام عن مجال الدعاية قبل الانتخابات الأمريكية لعام 2016. كانت الوحدة قيد التطوير لمدة ثمانية أشهر قبل إلغائها. تحت عنوان فريق مكافحة التضليل، كانت لتمثل إعادة تفعيل لمجموعة عمل الإجراءات النشطة التي أنشأتها إدارة ريغان. أنشئت تحت إشراف مكتب برامج المعلومات الدولية. بدأ العمل في عام 2014، بهدف مواجهة دعاية من مصادر روسية مثل الشبكة التلفزيونية آر تي (سميت في السابق روسيا اليوم). كان موقع الويب التجريبي جاهزًا، وعُيّن الموظفون في الوحدة من قبل وزارة الخارجية الأمريكية قبل إلغائها. أوضح مسؤولو المخابرات الأمريكية للمحلل السابق بوكالة الأمن القومي وضابط مكافحة التجسس جون آر. شيندلر الذي كان يكتب في صحيفة نيويورك أوبزرفر (أُصدرت آنذاك من قبل جاريد كوشنر) أن إدارة أوباما قررت إلغاء الوحدة لأنها كانت تخشى إثارة عداوة روسيا. صرح ممثل وزارة الخارجية لصحيفة إنترناشيونال بيزنس تايمز بعد تلقيه اتصالات بشأن إغلاق الوحدة إن الولايات المتحدة منزعجة من الدعاية الروسية وأن أقوى دفاع هو التواصل الصادق. كان وكيل وزارة الخارجية الأمريكية للدبلوماسية العامة ريتشارد ستنغل الشخص الرئيسي في الوحدة قبل إلغائها. كتب ستنغل في عام 2014 أن آر تي كانت ضالعة في حملة التضليل حول أوكرانيا.

## المعهد الروسي للدراسات الاستراتيجية
في أبريل من عام 2017، استشهدت رويترز بالعديد من المسؤولين الأمريكيين الذي لم تذكر أسماءهم على أنهم ذكروا أن المعهد الروسي للدراسات الاستراتيجية كان قد طور إستراتيجية للتأثير على الانتخابات لمصلحة دونالد ترامب وتخييب آمال الناخبين في حال فشلت في ذلك. يُزعم أن بوتين هو من أمر بتطوير الاستراتيجية وأشرف عليها ضباط سابقون في جهاز الاستخبارات الخارجية الروسية، وكان جنرال الاستخبارات الروسية المتقاعد ليونيد بيتروفيتش رئيسًا للمعهد الروسي للدراسات الاستراتيجية في تلك الآونة. كان المعهد قسمًا من جهاز الاستخبارات الخارجية الروسية حتى عام 2009، إذ عمل بعد ذلك لصالح الإدارة الرئاسية الروسية.
قال المسؤولون الأمريكيون إن جهود الدعاية بدأت في مارس من عام 2016. اقترحت المجموعة الأولى من التوصيات، التي صدرت في يونيو من عام 2016، أن تدعم روسيا مرشحًا لمنصب رئيس الولايات المتحدة تفضله روسيا أكثر مما كانت تفضل أوباما، عبر وسائل الإعلام المدعومة من قبل روسيا وعبر حملة على وسائل التواصل الاجتماعي. دعمت ترامب حتى أكتوبر، حين جرى التوصل إلى نتيجة أخرى مفادها أنه من المرجح أن تفوز هيلاري كلينتون، وأنه يجب تعديل الاستراتيجية للعمل على تقويض ثقة الناخبين الأمريكيين في نظامهم الانتخابي وفي رئاسة كلينتون عبر الادعاء بتزوير الانتخابات. نفى مدير المعهد الروسي للدراسات الاستراتيجية والمتحدث باسم الكرملين ديمتيري بيسكوف هذه الادعاءات.